# Blandin
Blandin – miejscowość i gmina we Francji, w regionie Owernia-Rodan-Alpy, w departamencie Isère.
Według danych na rok 1990 gminę zamieszkiwały 133 osoby, a gęstość zaludnienia wynosiła 31 osób/km² (wśród 2880 gmin regionu Rodan-Alpy Blandin plasuje się na 1488. miejscu pod względem liczby ludności, natomiast pod względem powierzchni na miejscu 1570.).